# Джем Оздемір
Джем Оздемір (нім. Cem Özdemir; нар. 21 грудня 1965, Бад-Урах) — німецький та європейський «зелений» політик черкесько-турецького походження, співголова федерального правління партії «Союз 90/Зелені» (2008—2018), депутат Бундестагу (1994—2002) та Європейського парламенту (2004—2009).

## Біографія
Син іммігрантів з Туреччини, етнічний черкес. Працював педагогом і журналістом, опублікував кілька книг з питань турецької імміграції до Німеччини. Член партії «зелених» з 1981 року. Обраний до Бундестагу в 1994 році. Повторно обирається в 1998 і 2002 роках. Проте в результаті серії скандалів змушений піти у відставку. У 2004 році став депутатом Європейського парламенту. У 2008 році обраний депутатами партійних зборів на пост співголови партії «зелених» разом з Клаудією Рот. Оздемір одружений і має двох дітей.
16 грудня 2020 року взяв шефство над Катериною Борисевич, білоруською політичною бранкою. 31 травня 2021 року взяв на себе протекцію Романа Протасевича, білоруського політв’язня.
8 грудня 2021 року отримав портфель міністра продовольства та сільського господарства при формуванні уряду Олафа Шольца.